# 四川厚皮香
四川厚皮香（学名：Ternstroemia sichuanensis）为山茶科厚皮香属下的一个种。其种加词“sichuanensis”意为“四川的”。